# Вишњица (Јасеновац)
Вишњица (до 1991. године Вишњица Уштичка) је насељено место у општини Јасеновац, у новској Посавини, Република Хрватска.

## Историја
До територијалне реорганизације у Хрватској насеље се налазило у саставу бивше велике општине Новска. Вишњица се од распада Југославије до маја 1995. године налазила у Републици Српској Крајини.

## Становништво
На попису становништва 2011. године, Вишњица је имала 144 становника.

## Попис 1991.
На попису становништва 1991. године, насељено место Вишњица Уштичка је имало 260 становника, следећег националног састава:
| Попис 1991.‍ | Попис 1991.‍ | Попис 1991.‍ | Попис 1991.‍ | Попис 1991.‍ |
| ----------- | ----------- | ----------- | ----------- | ----------- |
|             |             |             |             |             |
| Хрвати      | Хрвати      |             | 252         | 96,92%      |
| Срби        | Срби        |             | 4           | 1,53%       |
| непознато   | непознато   |             | 4           | 1,53%       |
| укупно: 260 |             |             |             |             |